# خانواده سلطنتی (مجموعه تلویزیونی)
خانواده سلطنتی (انگلیسی: Royal Family; کره‌ای: 로열 패밀리) یک مجموعه تلویزیونی محصول کره جنوبی سال ۲۰۱۱ با بازی یوم جونگ آه، جی سونگ و کیم یونگ ئه است. این مجموعه از ۲ مارس تا ۲۸ آوریل ۲۰۱۱، روزهای چهارشنبه و پنجشنبه ساعت ۲۱:۵۵ (کی‌اس‌تی) پخش شد.

## بازیگران
- یوم جونگ آه در نقش کیم این سوک
- جی سونگ در نقش هان جی هون
- کیم یونگ ئه در نقش گونگ سون هو